# Бельков, Игорь Владимирович
И́горь Влади́мирович Белько́в (31 июля [13 августа] 1917, Ташкент — 18 ноября 1989, Апатиты) — советский геолог, специалист в области геологии, минералогии и металлогении докембрия.

## Биография
Родился 13 августа 1917 года в Ташкенте. В 1923 вместе с родителями переезжает в Петроград. В 1934 году окончил школу. В 1941 году с отличием закончил Ленинградский государственный университет и получил специальность геолога-геохимика.
С начала Великой Отечественной войны и до её окончания был солдатом Ленинградского фронта. После демобилизации в 1945 году поступает в аспирантуру Кольской базы АН СССР (ныне КНЦ РАН) и вся его последующая жизнь связана с этим академическим учреждением. Окончил аспирантуру в 1948 году. С 1948 по 1951 старший научный сотрудник. С 1951 по 1988 заведующий сектором минералогии. С 1961 по 1986 директор Геологического института. 27 ноября 1965 года в Москве Бельков единогласно защитил докторскую диссертацию, в качестве которой Учёному совету ИГЕМ была предоставлена монография «Кианитовые сланцы свиты кейв». Его оппонентами были доктора наук В. П. Петров и О. А. Воробьёва и член-корреспондент АН СССР К. О. Кратц. По результатам выполненных по Кейвам исследований был подготовлен ряд правительственных постановлений, касающихся разведки запасов кианита, разработки экономически эффективных способов обогащения кианитовых руд с получением концентратов, удовлетворяющих всем промышленным требованиям. К 1970 году совместно с сотрудниками Горного института был проведён весь комплекс промышленных испытаний кианита, вплоть до получения силумина и ряда других продуктов. Были намечены направления создания на Кольском полуострове нового крупного горнопромышленного комплекса.
И. В. Бельков — признанный специалист в области геологии, минералогии и металлогении докембрия, автор более двухсот работ, в том числе одиннадцати монографий, редактор многих изданий Института, заслуженный деятель науки РСФСР, награждён орденом Ленина и другими орденами и медалями. И. В. Бельков был талантливым художником: с большой любовью он изображал природу Кольского полуострова. Его картины экспонировались на выставках и находятся в музеях городов Апатиты, Кировск, Ковдор.
Скончался 18 ноября 1989 года в возрасте 72 лет.

## Память
- В 1990 году А. В. Волошиным, В. В. Субботиным, Я. А. Пахомовским и А. Ю. Бахчисарайцевым в карбонатитах массива Вуориярви (Кольский полуостров) был открыт и назван в честь Игоря Владимировича Белькова минерал — бельковит[итал.] Ba3(Nb,Ti)6(Si2O7)2O12.
- Музей геологии и минералогии КНЦ РАН в городе Апатиты носит имя Белькова.